# Mangua oparara
Mangua oparara är en spindelart som beskrevs av Forster 1990. Mangua oparara ingår i släktet Mangua och familjen Synotaxidae. Inga underarter finns listade i Catalogue of Life.